# Elecciones regionales de Zulia de 2021
Las elecciones regionales del Estado Zulia de 2021 se realizaron el 21 de noviembre de ese año, para elegir al gobernador del Estado, a los 21 alcaldes, 15 diputados al Consejo Legislativo, y los concejales municipales. El gobernador en ejercicio, Omar Prieto del Partido Socialista Unido de Venezuela optó por la reelección, pero fue derrotado.
Resultó electo Manuel Rosales, exgobernador entre 2000 y 2008, y dirigente nacional de Un Nuevo Tiempo, apoyado por la coalición opositora Plataforma Unitaria y otros partidos menores. La oposición logró la mayoría en el Consejo Legislativo, con 9 de 15 diputados, así como de alcaldías con 15 de 21, incluyendo las de Maracaibo, San Francisco, Cabimas, Ciudad Ojeda así como la mayoría restante de ciudades más pobladas.

## Candidatos
- Omar Prieto (Partido Socialista Unido de Venezuela) es el actual gobernador del Estado, electo en unas controversiales elecciones tras la destitución del gobernador opositor Juan Pablo Guanipa en 2017. La gestión de Prieto ha sido una de las más controversiales en la historia del estado, en especial por la crisis económica y humanitaria, las fallas eléctricas constantes y la escasez de combustible. Prieto venció con facilidad a su rival interno en las primarias del PSUV, Luis Caldera, y se convirtió en el candidato tanto del partido como del Gran Polo Patriótico.[1][2]
- Manuel Rosales (Un Nuevo Tiempo) fue gobernador del Estado electo y reelecto entre 2000 y 2008. Fue candidato a la gobernación en las controversiales elecciones de diciembre de 2017, derrotado por Omar Prieto. Fue apoyado mediante consenso por la Plataforma Unitaria, principal coalición opositora.[3][4]
- Eliseo Fermín (Alianza Democrática) fue dirigente de Un Nuevo Tiempo hasta su ruptura con el partido para aspirar a la gobernación del Zulia. Fue diputado al Consejo Legislativo. Fue apoyado por la Alianza Democrática, una coalición integrada principalmente por partidos judicializados y fuerzas opositoras moderadas ante el chavismo.[2]

## Resultados

### Gobernador
| Candidatos                         | Partido                                    | Votos     | %     | Diputados |
| ---------------------------------- | ------------------------------------------ | --------- | ----- | --------- |
| Manuel Rosales                     | Plataforma Unitaria                        | 511.420   | 47,23 | 9/15      |
| Manuel Rosales                     | Alianza del Lápiz                          | 28.529    | 2,63  | 9/15      |
| Manuel Rosales                     | Un Nuevo Tiempo                            | 24.507    | 2,26  | 9/15      |
| Manuel Rosales                     | Unión y Progreso                           | 17.486    | 1,61  | 9/15      |
| Manuel Rosales                     | Movimiento al Socialismo                   | 4.632     | 0,43  | 9/15      |
| Manuel Rosales                     | Soluciones para Venezuela                  | 2.216     | 0,20  | 9/15      |
| Manuel Rosales                     | Partido Unión y Entendimiento              | 1.619     | 0,15  | 9/15      |
| Manuel Rosales                     | Fuerza Vecinal                             | 1.399     | 0,13  | 9/15      |
| Manuel Rosales                     | Movimiento Ecológico de Venezuela          | 1.092     | 0,10  | 9/15      |
| Manuel Rosales                     | Bandera Roja                               | 440       | 0,04  | 9/15      |
| Manuel Rosales                     | Movimiento Centrados en la Gente           | 351       | 0,03  | 9/15      |
| Manuel Rosales                     | Total                                      | 71.058    | 48,33 | 9/15      |
| Omar Prieto                        | Partido Socialista Unido de Venezuela      | 384.382   | 35,50 | 6/15      |
| Omar Prieto                        | Tupamaro                                   | 16.385    | 1,51  | 6/15      |
| Omar Prieto                        | Alianza para el Cambio                     | 2.328     | 0,21  | 6/15      |
| Omar Prieto                        | Patria Para Todos                          | 1.486     | 0,14  | 6/15      |
| Omar Prieto                        | Movimiento Somos Venezuela                 | 1.365     | 0,13  | 6/15      |
| Omar Prieto                        | Movimiento Electoral del Pueblo            | 1.230     | 0,11  | 6/15      |
| Omar Prieto                        | Unidad Popular Venezolana                  | 1.035     | 0,10  | 6/15      |
| Omar Prieto                        | Organización Renovadora Auténtica          | 767       | 0,07  | 6/15      |
| Omar Prieto                        | Por la Democracia Social                   | 515       | 0,05  | 6/15      |
| Omar Prieto                        | Total                                      | 54.975    | 37,39 | 6/15      |
| Alexander Cordero                  | Movimiento de Integridad Nacional - Unidad | 32.419    | 2,99  | 0/7       |
| Eliseo Fermín                      | Venezuela Unida                            | 8.349     | 1,16  | 0/7       |
| Eliseo Fermín                      | Acción Democrática (judicializado)         | 7.355     | 2,73  | 0/7       |
| Eliseo Fermín                      | COPEI (judicializado)                      | 2.429     | 0,92  | 0/7       |
| Eliseo Fermín                      | Esperanza por El Cambio                    | 2.062     | 0,73  | 0/7       |
| Eliseo Fermín                      | Avanzada Progresista                       | 1.197     | 0,63  | 0/7       |
| Eliseo Fermín                      | Primero Venezuela                          | 926       | 0,17  | 0/7       |
| Eliseo Fermín                      | Prociudadanos                              | 795       | 0,10  | 0/7       |
| Eliseo Fermín                      | Cambiemos Movimiento Ciudadano             | 211       | 0,07  | 0/7       |
| Eliseo Fermín                      | Total                                      | 23.324    | 2.15  | 0/7       |
| Johanna Curiel                     | Partido Comunista de Venezuela             | 16.217    | 1,50  | 0/7       |
| José Sánchez                       | Voluntad Popular (judicializado)           | 3.204     | 0,30  | 0/7       |
| José Sánchez                       | Nueva Visión para mi País                  | 760       | 0,07  | 0/7       |
| José Sánchez                       | Partido Acción Zuliana                     | 522       | 0,05  | 0/7       |
| José Sánchez                       | Total                                      | 4.486     | 0,41  | 0/7       |
| César Hernández                    | Unidad Política Popular 89                 | 1.721     | 0,16  | 0/7       |
| Abelardo García                    | Movimiento Republicano                     | 1.125     | 0,10  | 0/7       |
| Juan Ponnefz                       | Compromiso País                            | 440       | 0,04  | 0/7       |
| Votos válidamente emitidos         | Votos válidamente emitidos                 | 1.082.916 | 99,50 |           |
| Votos nulos                        | Votos nulos                                | 5.471     | 0,50  |           |
| Total de votos                     | Total de votos                             | 1.088.387 | 100   |           |
| Votantes registrados/participación | Votantes registrados/participación         | 2.621.107 | 41,52 |           |
| Fuente: CNE                        |                                            |           |       |           |